# 424
- Wikisource

| Calendário gregoriano                                                        | 424 CDXXIV                      |
| Ab urbe condita                                                              | 1177                            |
| Calendário arménio                                                           | -128 – -127                     |
| Calendário bahá'í                                                            | -1420 – -1419                   |
| Calendário budista                                                           | 968                             |
| Calendário chinês                                                            | 3120 – 3121                     |
| Calendário copta                                                             | 140 – 141                       |
| Calendário etíope                                                            | 416 – 417                       |
| Calendários hindus - Vikram Samvat - Calendário nacional indiano - Cáli Iuga | 479 – 480 345 – 346 3524 – 3525 |
| Calendário Holoceno                                                          | 10424                           |
| Calendário islâmico                                                          | 204 BH – 203 BH                 |
| Calendário judaico                                                           | 4184 – 4185                     |
| Calendário persa                                                             | 198 BP – 197 BP                 |
| Calendário rúnico                                                            | 674                             |
| Calendário solar tailandês                                                   | 967                             |

424 (CDXXIV, na numeração romana) foi um ano bissexto do século V que começou numa terça-feira, segundo o calendário juliano.  Segundo o horóscopo chinês, foi o ano do Rato.
| Ano completo                            |
| --------------------------------------- |
| Ano bissexto com início à segunda-feira |